# Rafael Navarro
Rafael "Rafa" Jesús Navarro Mazuecos (ur. 12 sierpnia 1990 w Salteras) – hiszpański piłkarz występujący na pozycji obrońcy w Deportivo Alavés.